# Gortyna (Kreta)
Gortyna (soms gespeld als Gortina) (Grieks: Γόρτυνα) is sedert 2011 een fusiegemeente (dimos) in de Griekse bestuurlijke regio (periferia) Kreta.
De vier deelgemeenten (dimotiki enotita) van de fusiegemeente zijn:
- Agia Varvara (Αγία Βαρβάρα)
- Gortyna (Γόρτυνα), met de wijk Lentas
- Kofinas (Κόφινας)
- Rouvas (Ρούβας)